# Jaśliska
Jaśliska is een dorp in de Poolse woiwodschap Subkarpaten. De plaats maakt deel uit van de gemeente Dukla en telt 480 inwoners.

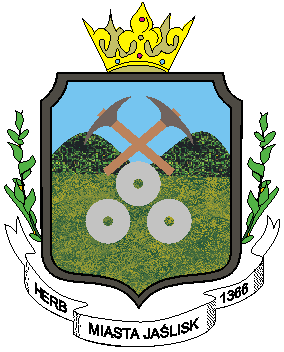
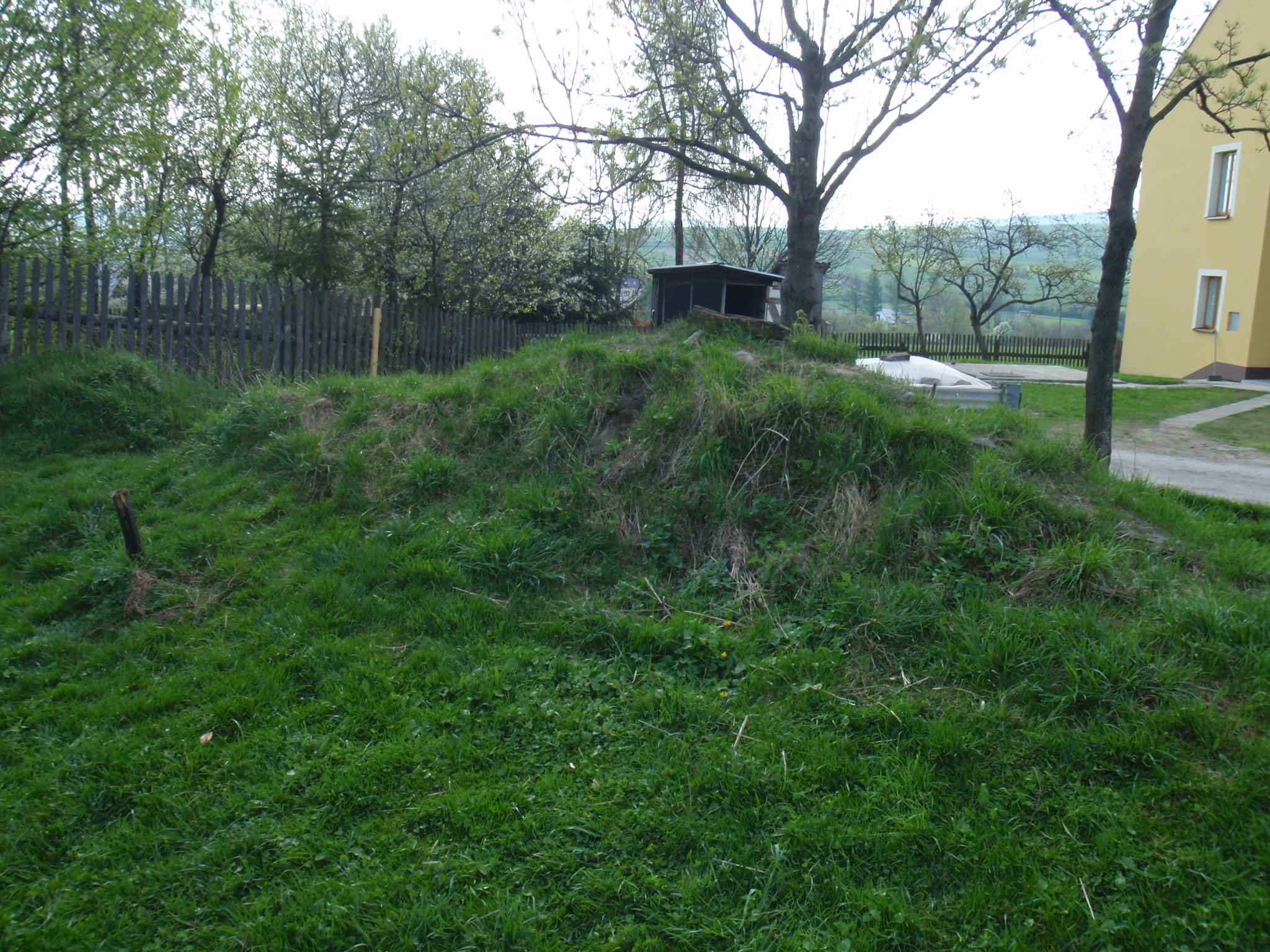
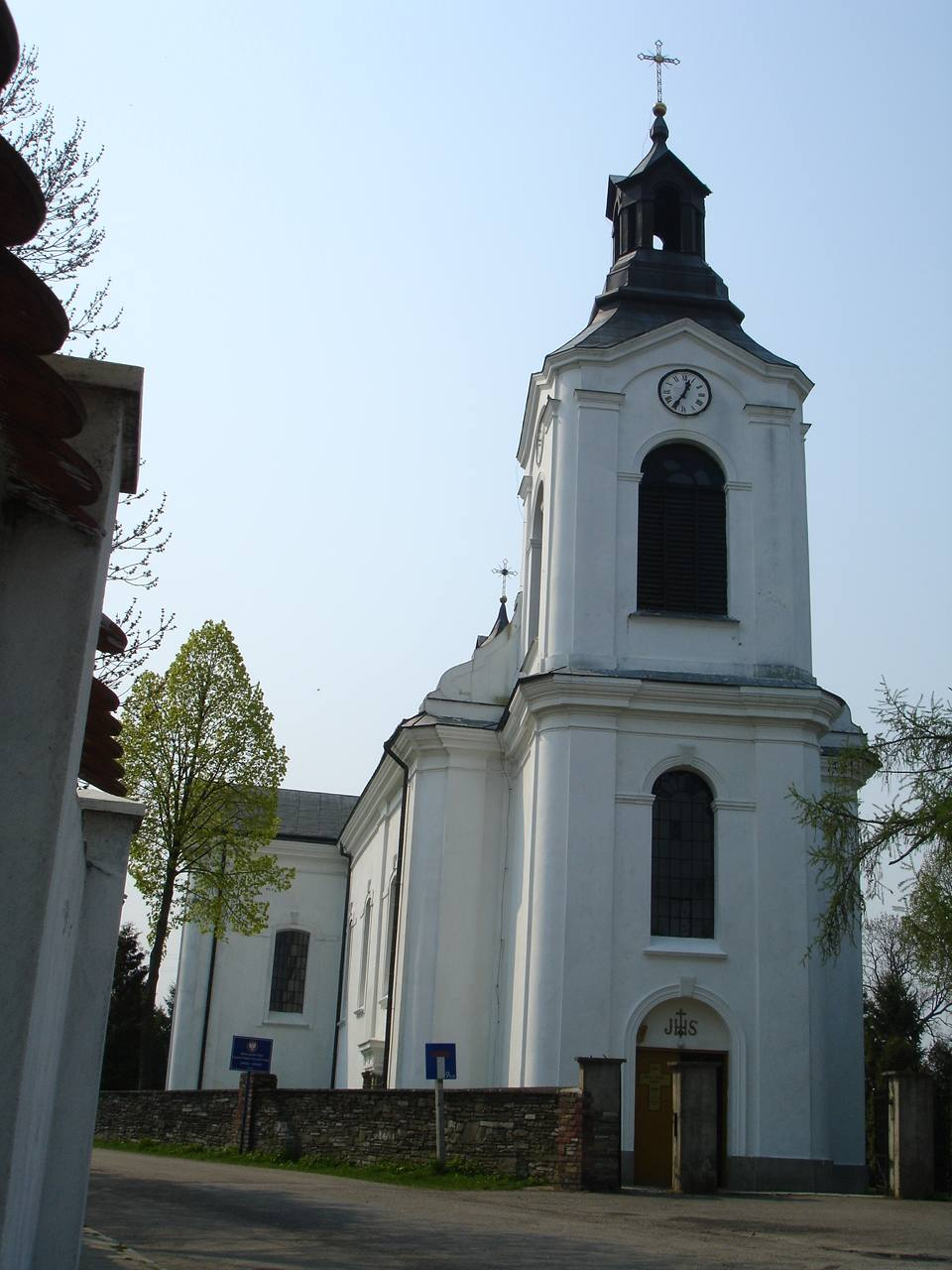
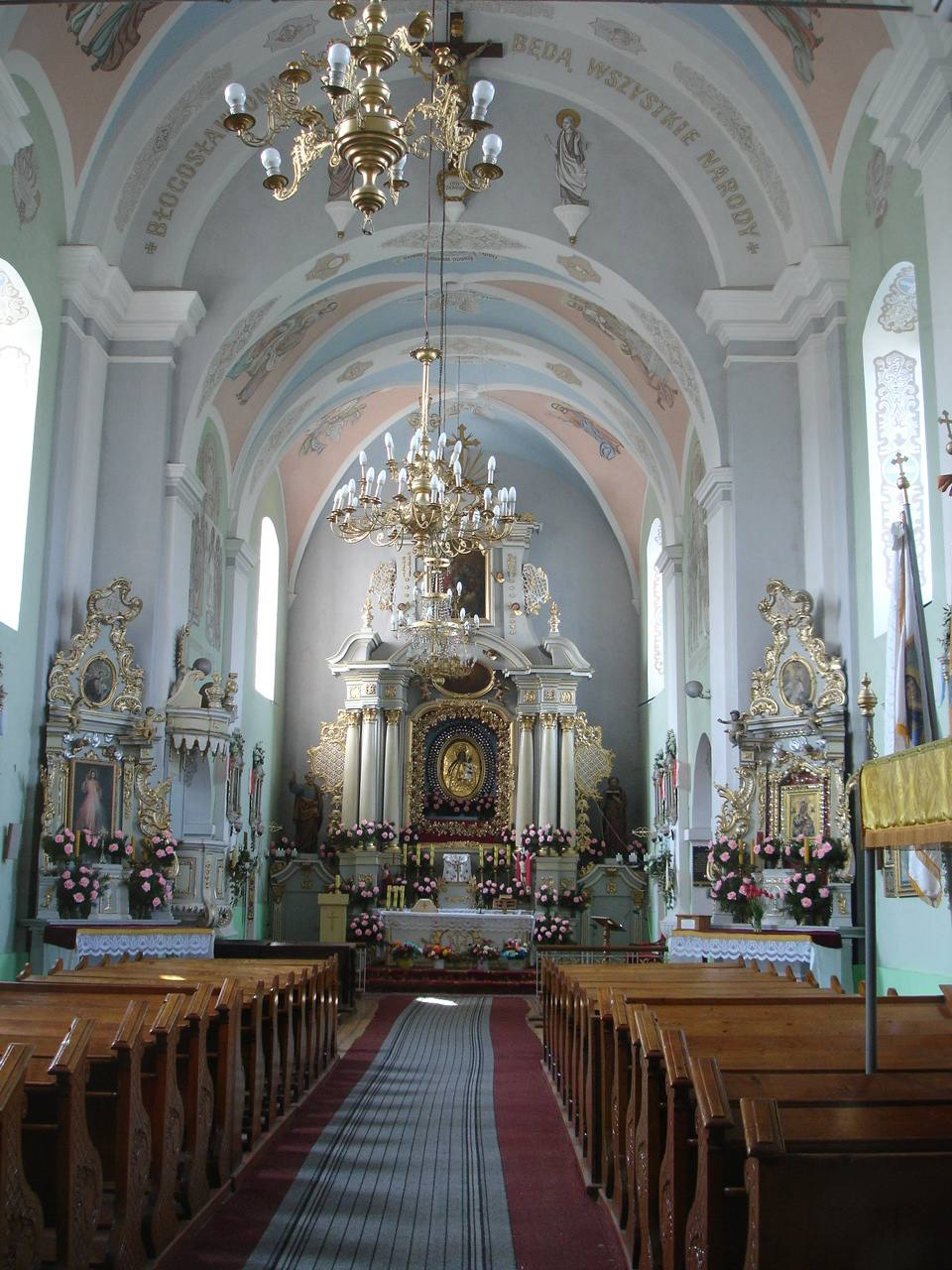